# Ambienti Glaciali del Monte Bianco
Ambienti Glaciali del Monte Bianco este o arie protejată (arie specială de conservare — SAC, sit de importanță comunitară — SCI) din Italia întinsă pe o suprafață de 12.557 ha, integral pe uscat.

## Localizare
Centrul sitului Ambienti Glaciali del Monte Bianco este situat la coordonatele 45°50′01″N 6°51′58″E / 45.833611°N 6.866111°E.

## Înființare
Situl Ambienti Glaciali del Monte Bianco a fost declarat sit de importanță comunitară în septembrie 1995 pentru a proteja 1 specie de plante și 21 de specii de animale. Situl a fost protejat și ca arie specială de conservare în februarie 2013.

## Biodiversitate
Situată în ecoregiunea alpină, aria protejată conține 21 de habitate naturale: Pajiști alpine și boreale, Grohotișuri silicioase de la nivelul montan până la nivelul zăpezii (Androsacetalia alpinae și Galeopsietalia ladani), Păduri montane și subalpine de Pinus uncinata (* dezvoltate pe substrat gipsos sau calcaros), Liziere de ierburi înalte hidrofile de câmpie și de nivel montan până la alpin, Tufărișuri subarctice cu Salix spp., Mlaștini alcaline, Roci stâncoase cu vegetație pionieră de Sedo-Scleranthion sau Sedo albi-Veronicion dillenii, Izvoare petrifiante cu formare de travertin (Cratoneurion), Pajiști alpine și subalpine calcaroase, Pante stâncoase calcaroase cu vegetație casmofită, Pante stâncoase silicioase cu vegetație casmofită, Păduri acidofile de Picea de la nivel montan la nivel alpin (Vaccinio-Piceetea), Formațiuni pioniere alpine de Caricion bicoloris-atrofuscae, Pajiști boreale și alpine pe substrat silicios, Râuri de munte și vegetația erbacee de pe malurile acestora, Formațiuni ierboase bogate în specii de Nardus, dezvoltate pe substraturi silicioase în zone montane (și în zone submontane, în Europa continentală), Grohotișuri calcaroase și de șisturi calcaroase de la nivelul montan până la nivelul alpin (Thlaspietea rotundifolii), Râuri de munte și vegetația lor lemnoasă cu Salix elaeagnos, Lespezi calcaroase, Ghețari permanenți, Păduri alpine de Larix decidua și/sau Pinus cembra.
La baza desemnării sitului se află mai multe specii protejate:
- plante (1): papucul doamnei (Cypripedium calceolus)
- păsări (19): potârnichea de stâncă (Alectoris graeca saxatilis), fâsă de pădure (Anthus trivialis), acvilă de munte (Aquila chrysaetos), cuc (Cuculus canorus), ciocănitoare neagră (Dryocopus martius), șoim călător (Falco peregrinus), zăgan (Gypaetus barbatus), Lagopus muta helvetica, Lyrurus tetrix tetrix, mierlă de piatră (Monticola saxatilis), cinghiță alpină (Montifringilla nivalis), pietrar sur (Oenanthe oenanthe), pitulice de munte (Phylloscopus collybita), Ptyonoprogne rupestris, Pyrrhocorax pyrrhocorax, mărăcinar (Saxicola rubetra), silvie de zăvoi (Sylvia borin), silvie-mică (Sylvia curruca), mierlă gulerată (Turdus torquatus)
- mamifere (1): liliac cârn (Barbastella barbastellus)
- nevertebrate (1): fluturele auriu (Euphydryas aurinia)

Pe lângă speciile protejate, pe teritoriul sitului au mai fost identificate 31 de specii de plante, 8 specii de mamifere, 1 specie de reptile.